# Понте ди Барбарано (Виченца)
Понте ди Барбарано је насеље у Италији у округу Виченца, региону Венето.
Према процени из 2011. у насељу је живело 2208 становника. Насеље се налази на надморској висини од 18 м.